# Devan Burrell
Devan Burrell (Bellflower, 21 settembre 1995) è un giocatore di football americano statunitense, che gioca come safety per i Panthers Wrocław.
Dopo aver giocato per 2 diverse squadre universitarie statunitense, nel 2022 si trasferisce ai tedeschi Allgäu Comets e nel 2021 in ELF, prima con i Leipzig Kings, poi con i Seamen Milano e dal 2024 con i Panthers Wrocław.